# Calstock
Calstock är en by och en civil parish i Cornwall i England. Orten har 6 253 invånare (2011). Byn nämndes i Domedagsboken (Domesday Book) år 1086, och kallades då Calestoch/Kalestoc.

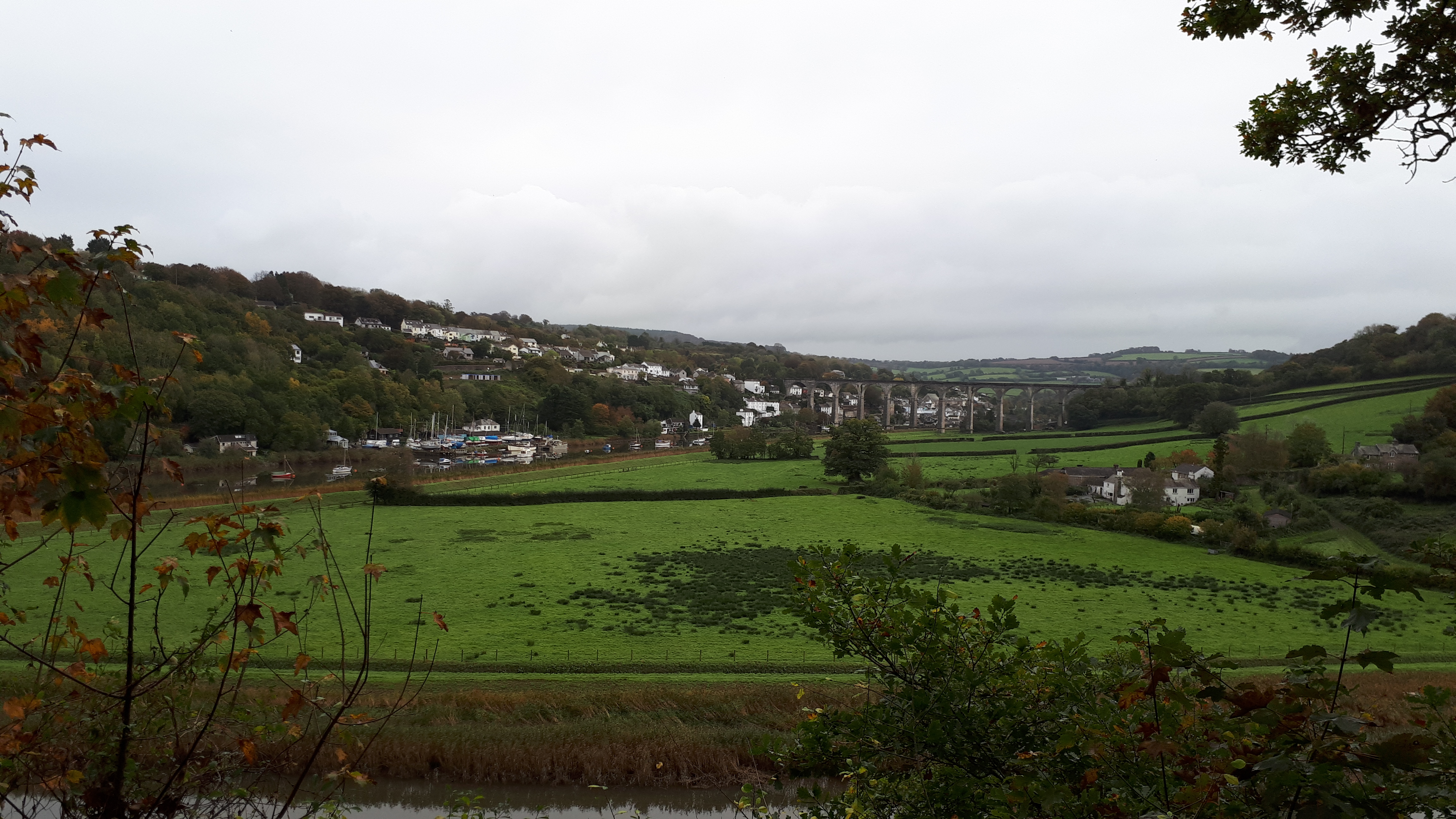
Calstock viadukt och omgivningar
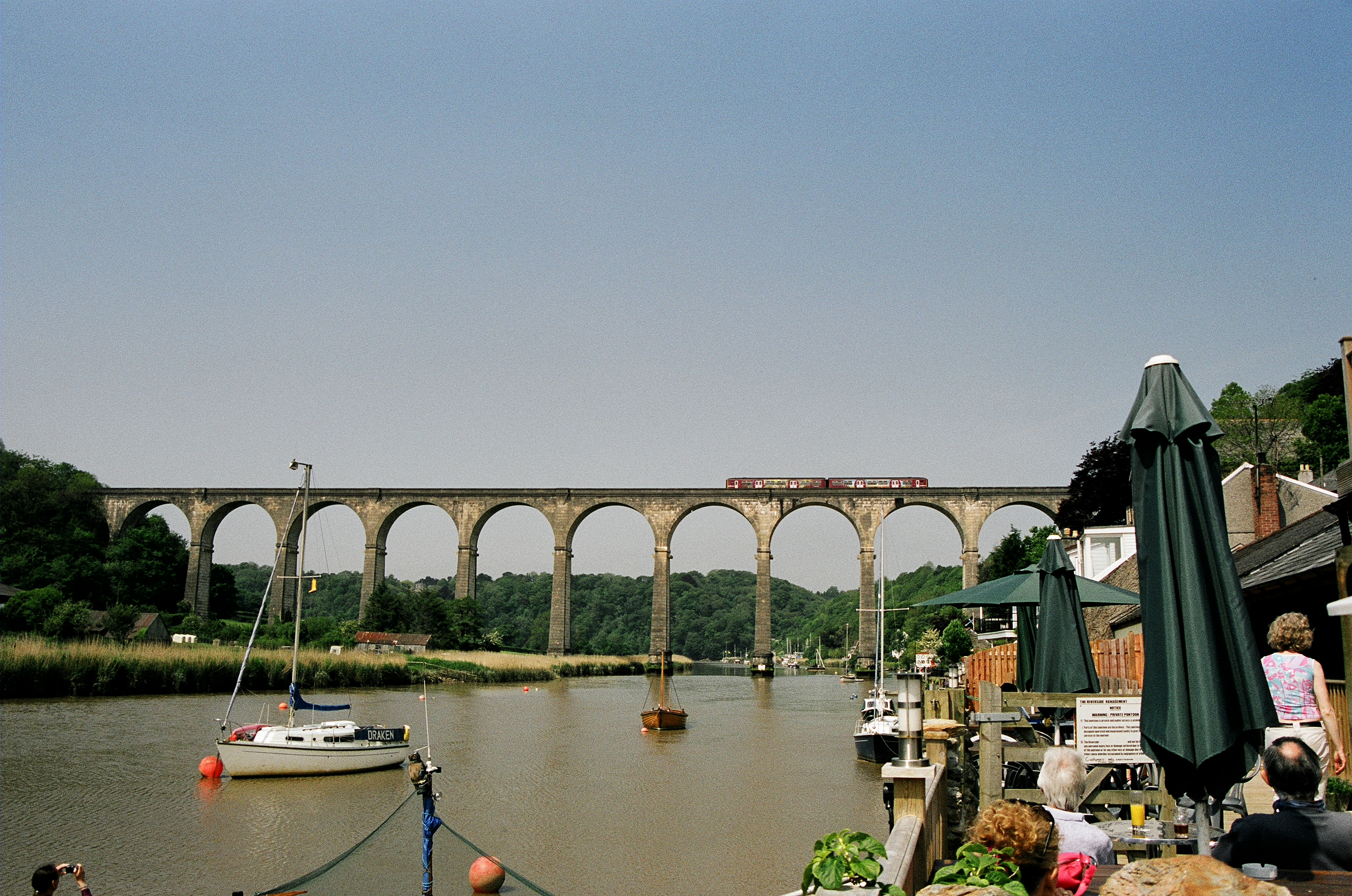
Calstock Viadukt